# Cattedrale di San Bavone (Haarlem)
La cattedrale di San Bavone è la sede della cattolica diocesi di Haarlem-Amsterdam, nella città di Haarlem, nei Paesi Bassi.
È un grande edificio eclettico eretto dai cattolici fra il 1895 e il 1930 su progetto dell'architetto olandese Joseph Cuypers, che reinterpretò gli stilemi dell'architettura romanica e gotica secondo il gusto del tempo.

## Storia e descrizione
Nel 1578 la principale chiesa di Haarlem, la Chiesa Grande, venne convertita al culto protestante e la sede cattolica venne spostata nella Sint-Josephkerk, la chiesa di San Giuseppe, al Beghinaggio, fino ad allora semplice parrocchia.
Col crescere della città si decise di erigere una nuova e più grande cattedrale, dedicata al patrono della città, San Bavone, affidandone il progetto all'architetto olandese Joseph Cuypers. 
Venne eretta a partire dal coro nel 1895, il quale si presenta con abside semicircolare e cappelle radiali, in stile neo-romanico che venne terminato nel 1898. Tutto l'edificio venne completato nel 1930 e il 2 maggio 1948, venne elevato a basilica minore.
Nella sacrestia della cattedrale è conservata la Schatkamer, il Museo del tesoro della cattedrale che conserva opere d'arte e oggetti liturgici del passato cattolico di Haarlem.